# 멜로우 키친
멜로우 키친(1983년 5월 13일 ~)은 대한민국의 색소폰 연주가, 작곡가다. 2009년 스윙브로스 싱글 앨범 [Yah]로 데뷔했다.

## 학력
- 재능유치원
- 심곡초등학교
- 우신중학교
- 서울 우신고등학교
- 아현정보산업고등학교 실용음악과
- 경희대학교 기악과
- 서울예술대학 실용음악과

## 방송
- 슈퍼밴드 (2019) - Top49(44위)